# Trox strandi
Trox strandi är en skalbaggsart som beskrevs av Vladimir Balthasar 1936. Trox strandi ingår i släktet Trox och familjen knotbaggar. Inga underarter finns listade i Catalogue of Life.